# People Are Strange
Pour les articles homonymes, voir People Are Strange (homonymie).
Singles de The Doors
Light My Fire
(1967) Love Me Two Times
(1967)
Pistes de Strange Days
Moonlight Drive My Eyes Have Seen You
People Are Strange est une chanson du groupe de rock américain The Doors sortie en single en septembre 1967, premier extrait de l'album Strange Days.
Elle atteint la 1re place du classement des ventes au Canada et la 12e aux États-Unis.
Les paroles, singulièrement brèves pour une chanson de longueur classique (2 minutes et 12 secondes), sont répétées plusieurs fois. Elles utilisent, pour impliquer et troubler l'auditeur, diverses ambiguïtés que permet la langue anglaise : ainsi when peut-il signifier aussi bien « quand » que « si », strange « étrange » qu'« étranger », you « vous/tu » qu'« on »…

## Classements hebdomadaires
| Classement (1967)              | Meilleure position |
| ------------------------------ | ------------------ |
| Canada (RPM 100 Singles)       | 1                  |
| États-Unis (Billboard Hot 100) | 12                 |

## Certifications
| Pays              | Certification | Unités certifiées |
| ----------------- | ------------- | ----------------- |
| Royaume-Uni (BPI) | Argent        | 200 000           |

## Reprises
People Are Strange a été reprise par de nombreux artistes, notamment le groupe britannique Echo and the Bunnymen en 1987 ou la chanteuse suédoise Stina Nordenstam sur son album également intitulé People Are Strange en 1998.

### Version d'Echo and the Bunnymen
Singles de Echo and the Bunnymen
Bedbugs and Ballyhoo
(1987) Enlighten Me
(1990)
Le groupe de rock britannique Echo and the Bunnymen enregistre en 1987 une reprise de People Are Strange qui apparaît sur la bande originale du film Génération perdue (The Lost Boys)).
Elle fait l'objet d'un single qui entre dans les charts britanniques et irlandais en 1988 puis en 1991 à l'occasion d'une réédition.
Ray Manzarek est le producteur de cette version et y joue également des claviers.

#### Liste des titres
Les titres en face B sont des chansons originales d'Echo and the Bunnymen sur le premier maxi (Lips Like Sugar et Rollercoaster), et des reprises enregistrées en concert en 1985 des groupes The Velvet Underground (Run, Run, Run), The Rolling Stones (Paint It Black) et Television (Friction) sur le second maxi et le single.
45 tours (1987) et CD single (1991)
1. People Are Strange
2. Run, Run, Run (live) (Lou Reed)

Maxi 45 tours (1987)
1. People Are Strange
2. Lips Like Sugar (Ian McCulloch, Will Sergeant, Les Pattinson)
3. Rollercoaster (McCulloch, Sergeant, Pattinson, Pete de Freitas)

Maxi 45 tours (1988) et CD maxi (1991)
1. People Are Strange
2. Paint It Black (live) (Mick Jagger, Keith Richards)
3. Run, Run, Run (live) (Reed)
4. Friction (live) (Tom Verlaine)

#### Classements hebdomadaires
| Classement (1988)              | Meilleure position |
| ------------------------------ | ------------------ |
| Irlande (IRMA)                 | 21                 |
| Royaume-Uni (UK Singles Chart) | 29                 |

| Classement (1991)              | Meilleure position |
| ------------------------------ | ------------------ |
| Irlande (IRMA)                 | 13                 |
| Royaume-Uni (UK Singles Chart) | 34                 |